# بخش کوتوگو
کوتوگو یک بخش است که در استان سُوم در شمال غربی بورکینا فاسو قرار دارد. مرکز این بخش شهر کوتوگو است.